# Carbost (Portree, Skye)
Carbost (Schots-Gaelisch: Carabost) is een dorp in de Schotse lieutenancy Ross and Cromarty in het raadsgebied Highland ten noordwesten van Portree op het eiland Skye.